# Kibo (hegy)
A Kibo Tanzániában található kialudt vulkán, a Kilimandzsáró egyik hegye a három vulkanikus kúp közül. Legmagasabb pontja, az Uhuru-csúcs, Hans Meyer elnevezése szerint Vilmos császár-csúcs (Kaiser-Wilhelm-Spitze) egyben Afrika legmagasabb pontja, magassága 5895 méter.  Először Hans Meyer és Ludwig Purtscheller jutott fel a csúcsra, 1889. október 6-án.

A Kilimandzsáró felülről nézve, középen a legmagasabb kúp a Kibo

Az Uhuru-csúcs a hét hegycsúcs kihívás egyik állomása.

## Geológia
A Kibo egy rétegvulkán, vannak gázokat kibocsátó fumarolái. Az utolsó nagy kitörése kb. 150-200 000 évvel ezelőtt történt. Túlnyomórészt bazalt alkotja.

## Fordítás

A Kibo felülnézetből

Ez a szócikk részben vagy egészben  a   Kilimanjaro című angol Wikipédia-szócikk ezen változatának fordításán alapul.  Az eredeti cikk szerkesztőit annak laptörténete sorolja fel. Ez a jelzés csupán a megfogalmazás eredetét és a szerzői jogokat jelzi, nem szolgál a cikkben szereplő információk forrásmegjelöléseként.